# Silene huguettiae
Silene huguettiae är en nejlikväxtart som beskrevs av Bocq. Silene huguettiae ingår i släktet glimmar, och familjen nejlikväxter. Utöver nominatformen finns också underarten S. h. pilosa.